# Protoschizomus pachypalpus
Protoschizomus pachypalpus är en spindeldjursart som först beskrevs av Verner Hawsbrook Rowland 1973.  Protoschizomus pachypalpus ingår i släktet Protoschizomus och familjen Protoschizomidae. Inga underarter finns listade i Catalogue of Life.